# 251 a.C.
Il 251 a.C. (CCLI a.C. in numeri romani) è un anno  del III secolo a.C.

## Eventi
- Prima guerra punica: Battaglia di Palermo - Le forze  cartaginesi comandate da Asdrubale di Annone sono battute da un esercito romano comandato da Lucio Cecilio Metello.

## Morti
- Asdrubale di Annone, generale cartaginese